# Swanton (Vermont)
Swanton ist eine Town im Franklin County des Bundesstaates Vermont in den Vereinigten Staaten mit 6.701 Einwohnern (laut Volkszählung 2020).

## Geografie

### Geografische Lage
Swanton liegt nahe der kanadischen Grenze am Missisquoi River, der wenige Kilometer entfernt in den Lake Champlain mündet. Im Flussdelta des Missisquoi River wurde 1943 ein Naturschutzgebiet, das Missisquoi National Wildlife Refuge, angelegt. Die Oberfläche ist eben, es gibt einige Steilklippen zum Ufer des Missisquoi Rivers in den auch einige kleine Bäche, die die Town durchziehen, münden.

### Nachbargemeinden
Alle Entfernungen sind als Luftlinien zwischen den offiziellen Koordinaten der Orte aus der Volkszählung 2010 angegeben.
- Norden: Philipsburg, Kanada, 6,1 km
- Nordosten: Frelighsburg, Kanada, 31,0 km
- Osten: Franklin, 23,7 km
- Südosten: Highgate, 6,2 km
- Süden: St. Albans, 4,7 km
- Südwesten: North Hero, 12,7 km
- Westen: Alburg, 19,9 km
- Nordwesten: Lacolle, Kanada, 29,3 km

### Stadtgliederung
Das Village Swanton am Kreuzungspunkt der Hauptverkehrswege ist die Hauptsiedlung der Town.

### Klima
Die mittlere Durchschnittstemperatur in Swanton liegt zwischen −9,44 °C (15 °Fahrenheit) im Januar und 20,6 °C (69 °Fahrenheit) im Juli. Damit ist der Ort gegenüber dem langjährigen Mittel der USA um etwa 9 Grad kühler. Die Schneefälle zwischen Mitte Oktober und Mitte Mai liegen mit mehr als zwei Metern etwa doppelt so hoch wie die mittlere Schneehöhe in den USA. Die tägliche Sonnenscheindauer liegt am unteren Rand des Wertespektrums der USA, zwischen September und Mitte Dezember sogar deutlich darunter.

## Geschichte
Das Gebiet um Swanton ist seit etwa 8000 v. Chr. besiedelt. Im Stadtzentrum Swantons wurde beim Bau einer Flussbrücke die älteste bisher bekannte Siedlungsspur in dieser Region, die John’s Bridge Site, gefunden. Sie wird auf 6000 v. Chr. datiert.
Weitere archäologische Funde belegen die Anwesenheit der heutigen Abenaki im Gebiet ab 800 v. Chr.

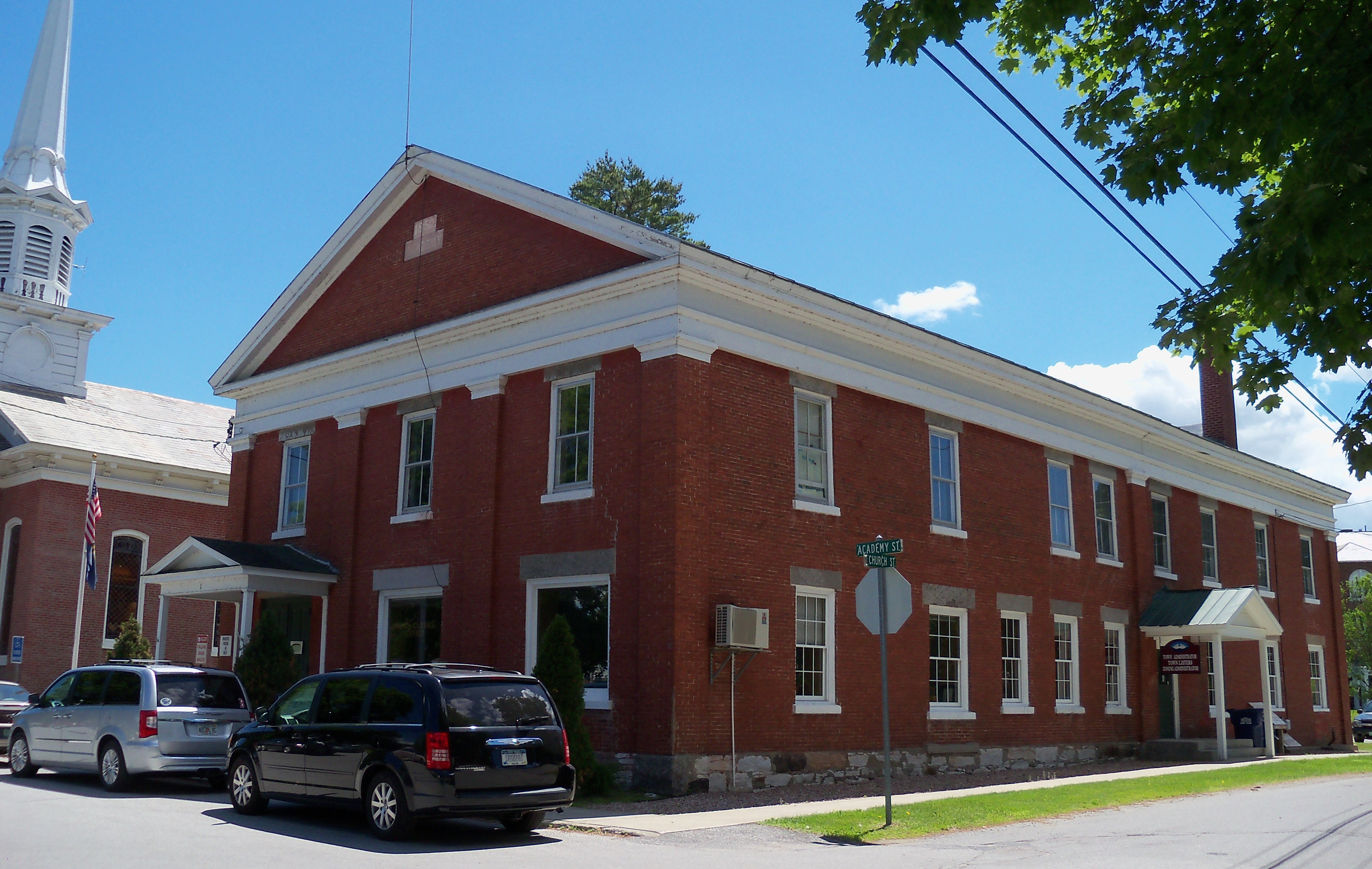
Town Hall

Nach der Entdeckung des Lake Champlain durch den französischen Forscher Samuel de Champlain wurde das Gebiet ab etwa 1700 durch weiße Siedler in Besitz genommen. Es entstanden etwa 50 Häuser und eine Getreidemühle französischer Kolonisten, die aber nach der Eroberung Kanadas durch die Briten diese vorgeschobene Siedlung aufgaben. Das heutige Swanton wurde am 17. August 1763 im Rahmen der New Hampshire Grants zur Besiedlung ausgerufen und an eine Gruppe verkauft. Zu einer dauerhaften Besiedlung kam es allerdings erst ab etwa 1787; die konstituierende Stadtversammlung fand 1790 statt. Danach lief die Entwicklung ruhig und ohne bemerkenswerte Ereignisse ab. Heutzutage ist Swanton ein ländliches Pendlerstädtchen, das im Sommer durch seine Nähe zum Lake Champlain und seine vergleichsweise gute Verkehrsanbindung eine begrenzte Zahl an Touristen anzieht.

### Religionen
Als erste Glaubensgemeinschaft gründete sich die Congregational Church am 4. Januar 1800. Sie errichteten gemeinsam mit der baptistischen Gemeinde in den Jahren 1816/17 ein gemeinsames Gotteshaus, die damals drei anderen Glaubensgemeinschaften (Episkopale, Vaptisten und die Friends), errichteten 1822/23 eine gemeinsame Kirche. Beide Gebäude stehen noch heute und werden betrieben.
Die größte Gemeinde stellt heute die Episkopale Kirche; drei weitere Glaubensgemeinschaften (Methodisten, die Church of the Nativity sowie die Swanton Christian Church) sind in der Stadt mit Gemeindehäusern vertreten.

### Einwohnerentwicklung
| Volkszählungsergebnisse – Town of Swanton, Vermont | Volkszählungsergebnisse – Town of Swanton, Vermont | Volkszählungsergebnisse – Town of Swanton, Vermont | Volkszählungsergebnisse – Town of Swanton, Vermont | Volkszählungsergebnisse – Town of Swanton, Vermont | Volkszählungsergebnisse – Town of Swanton, Vermont | Volkszählungsergebnisse – Town of Swanton, Vermont | Volkszählungsergebnisse – Town of Swanton, Vermont | Volkszählungsergebnisse – Town of Swanton, Vermont | Volkszählungsergebnisse – Town of Swanton, Vermont | Volkszählungsergebnisse – Town of Swanton, Vermont |
| Jahr                                               | 1700                                               | 1710                                               | 1720                                               | 1730                                               | 1740                                               | 1750                                               | 1760                                               | 1770                                               | 1780                                               | 1790                                               |
| -------------------------------------------------- | -------------------------------------------------- | -------------------------------------------------- | -------------------------------------------------- | -------------------------------------------------- | -------------------------------------------------- | -------------------------------------------------- | -------------------------------------------------- | -------------------------------------------------- | -------------------------------------------------- | -------------------------------------------------- |
| Einwohner                                          |                                                    |                                                    |                                                    |                                                    |                                                    |                                                    |                                                    |                                                    |                                                    | 74                                                 |
| Jahr                                               | 1800                                               | 1810                                               | 1820                                               | 1830                                               | 1840                                               | 1850                                               | 1860                                               | 1870                                               | 1880                                               | 1890                                               |
| Einwohner                                          | 858                                                | 1.657                                              | 1.607                                              | 2.158                                              | 2.313                                              | 2.824                                              | 2.678                                              | 2.866                                              | 3.079                                              | 3.231                                              |
| Jahr                                               | 1900                                               | 1910                                               | 1920                                               | 1930                                               | 1940                                               | 1950                                               | 1960                                               | 1970                                               | 1980                                               | 1990                                               |
| Einwohner                                          | 3.745                                              | 3.628                                              | 3.343                                              | 3.433                                              | 3.543                                              | 3.740                                              | 3.946                                              | 4.622                                              | 5.141                                              | 5.636                                              |
| Jahr                                               | 2000                                               | 2010                                               | 2020                                               | 2030                                               | 2040                                               | 2050                                               | 2060                                               | 2070                                               | 2080                                               | 2090                                               |
| Einwohner                                          | 6.203                                              | 6.427                                              | 6.701                                              |                                                    |                                                    |                                                    |                                                    |                                                    |                                                    |                                                    |

## Kultur und Sehenswürdigkeiten

### Museen
Das Abenaki Tribe Museum informiert über die Geschichte der hier heimischen Teilstämme der indianischen Abenaki-Gruppe.
The Railroad Depot Museum, eingerichtet im ehemaligen Bahnbetriebswerk und dem restaurierten Stationsgebäude, bewahrt Erinnerungsstücke an die wechselvolle Historie des lokalen Bahnbetriebs, die 1883 begann.

### Parks

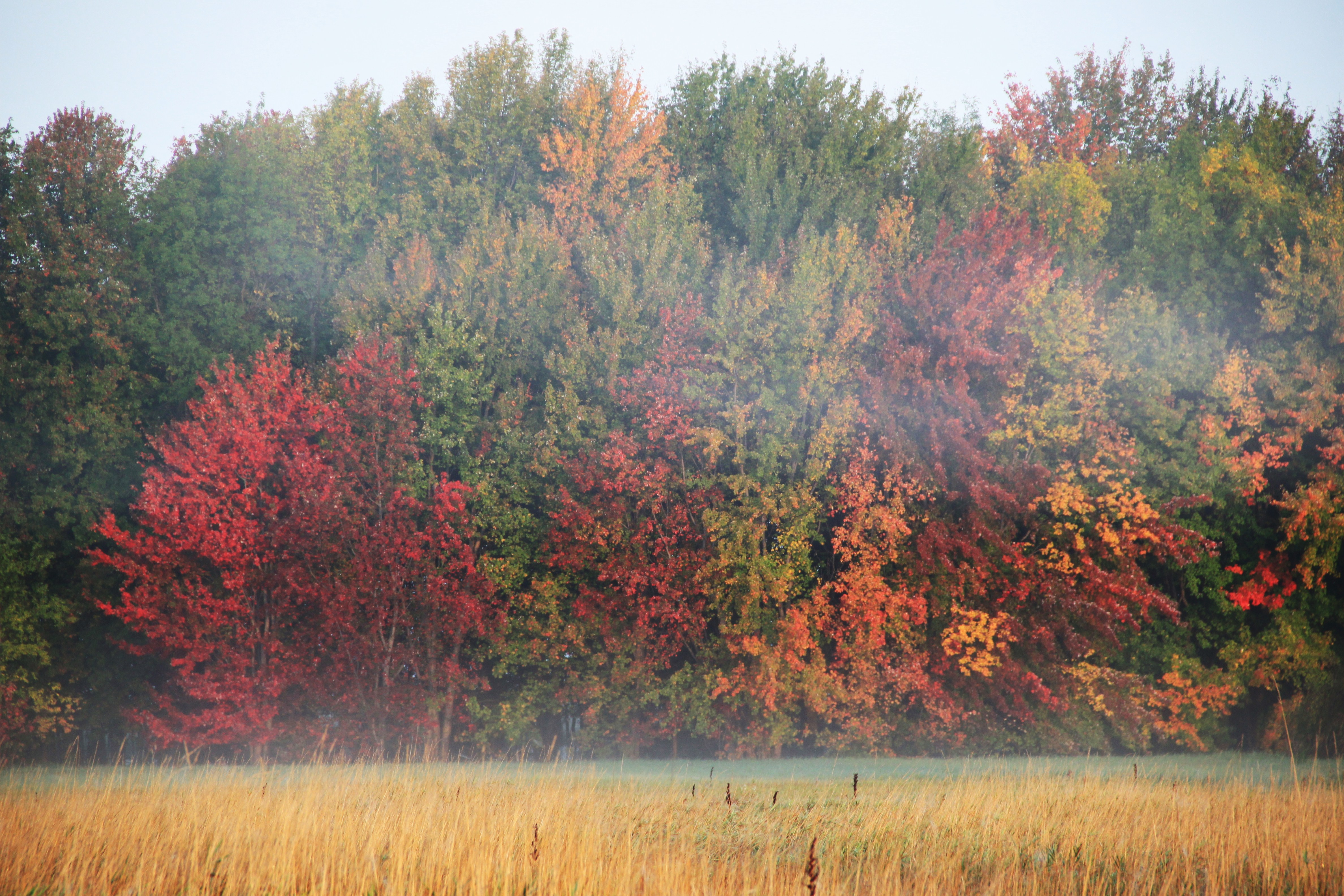
Herbstliche Blattfärbung im Refuge

Das Missisquoi National Wildlife Refuge ist ein National Wildlife Refuge im Mündungsdelta des Missisquoi Rivers. Es ist das einzige Wildlife Refuge, welches sich ausschließlich auf dem Gebiet des Bundesstaates Vermont befindet. Es wurde am 4. Februar 1943 unter den Schutz des Migratory Bird Conservation Acts gestellt. Zu dem Zeitpunkt umfasste es 6,4 km² Land am Mündungsdelta einschließlich der Inseln Shad Island und Big Marsh Slough. In den folgenden Jahren kam weiteres Land hinzu, heute umfasst das Gebiet 27 km², welches sich auf die Towns Swanton und Highgate verteilt. Es beherbergt die größte Kolonie des Kanadareihers in Vermont.

## Wirtschaft und Infrastruktur

### Verkehr
Der Ort ist über den Interstate 89 an das Schnellstraßensystem Nordamerikas angebunden. Er verläuft in nordsüdlicher Richtung, von der Grenze zu Kanada im Norden ausgehend. Der U.S. Highway 7 verläuft parallel zur Interstate ebenfalls in nordsüdlicher Richtung. Er führt durch das Village Swanton. Dort kreuzen die in westöstlicher Richtung verlaufenden Vermont Route 78 und Vermont Route 36. Außerdem befindet sich etwa drei Kilometer nordöstlich des Stadtzentrums der Franklin County State Airport.

### Öffentliche Einrichtungen
Das Northwestern Medical Center in St. Albans ist das nächstgelegene Krankenhaus für die Bewohner der Town.

### Bildung

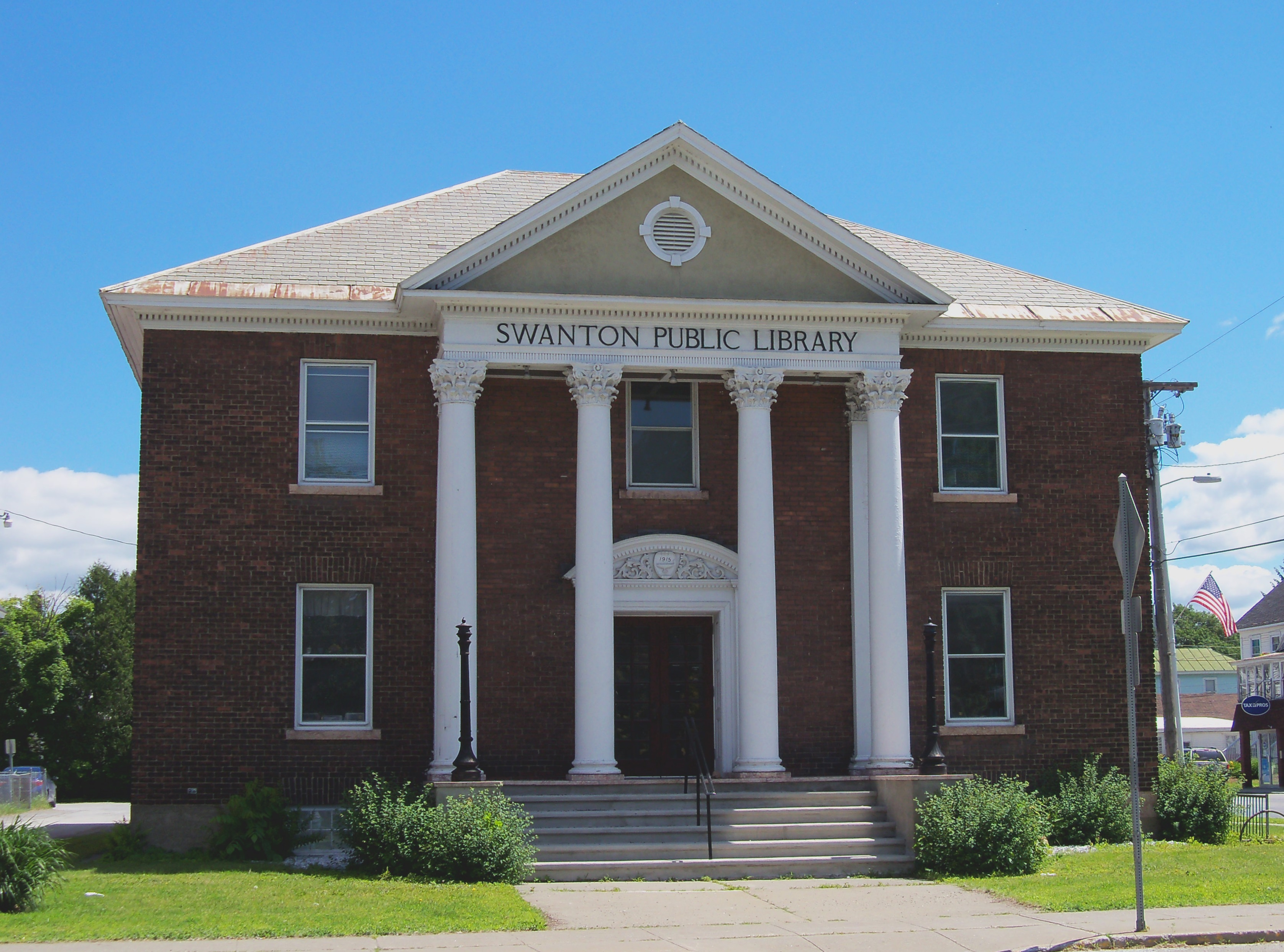
Swanton Public Library

Swanton gehört mit Franklin, Highgate und Sheldon zur Franklin Northwest Supervisory Union. Die Swanton Elementary School bietet für mehr als 500 Kinder Schulklassen vom Kindergarten bis zum sechsten Schuljahr.
Zusätzlich führt eine Highschool für etwa 1000 Schüler, die Missisquoi Valley Union Middle & High School, bis zur 12. Klasse weiter. Hochschulen und Universitäten sind in den umliegenden Gemeinden vorhanden. Die nächstgelegenen Colleges liegen etwa 30 Kilometer entfernt in Plattsburgh (New York) und Colchester; die University of Vermont findet sich im etwa 60 Kilometer entfernten Burlington.
Die Swanton Public Library wurde am 28. August 1938 gegründet.

## Persönlichkeiten

### Söhne und Töchter der Stadt
- Lucien B. Caswell (1827–1919), Senator im US-Kongress
- George Washington Stephens (1832–1904), kanadischer Politiker
- Agnes zu Salm-Salm (1844–1912), Schauspielerin, Krankenschwester und Prinzessin
- Joseph W. Babcock (1850–1909), Senator im US-Kongress

### Persönlichkeiten, die vor Ort gewirkt haben
- James Kelsey (1952–2007), Bischof der Episkopalkirche; Priester in Swanton

## Sonstiges
Zum 200. Gründungstag 1963 schenkte Queen Elisabeth II. von England der Stadt zwei Schwäne, die im Stadtpark angesiedelt wurden. Seither wird die kleine Schwanenpopulation, die inzwischen nicht mehr von dem ursprünglichen Paar abstammt, in vielen Veröffentlichungen des Ortes unter dem Stichwort The Royal Swans als Wahrzeichen genutzt.